# Переславль-Залєський
Пересла́вль-Залє́ський (рос. Переславль-Залесский) — місто обласного підпорядкування в Ярославській області Російської федерації. Адміністративний центр Переславського району. Кінцева залізнична станція на вантажній залізниці від Берендєєва (лінія Москва—Ярославль).

## Географія

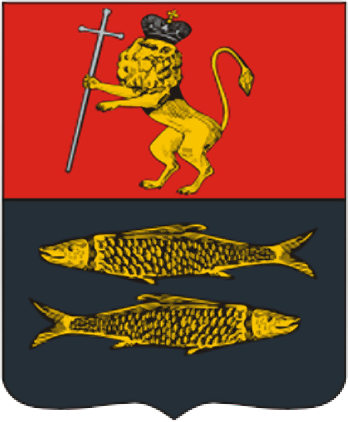
Герб (1781)

Місто розташоване за 140 км від Москви по Ярославському шосе, на березі Плещеєва озера, у місці впадіння в нього річки Трубіж. Центр національного парку «Плещеєво озеро». Заснований в історичній області Заліссі — регіоні полів і землеробства, тому названий «Залєським»: на противагу до Переяславля-Руського в Україні.
Кілометровий знак «140 км.» знаходиться в центрі міста на повороті з вулиці Свободи на Ростовську вулицю.

## Історія
Місто засноване 1152 Володимиро-Суздальським князем Юрієм Долгоруким і назване на честь південноруського Переяславля (спочатку також називався Сільді , згодом Переяславль, пізніше утвердилась форма Переславль). На відміну від згаданого Переяславля-Руського стало називатися Переяславлем-Залєським («тим, що на Заліссі»). Поселення збудовано етнічними мерянами.
У 1220 році в Переславлі народився князь Олександр Невський, однак достеменно невідомо, чи правда це.
У 1276–1294 рр. (з перервою) син Олександра Невського, Дмитро Олександрович Переяславський, що княжив у цьому місті, був Великим князем Володимирським, але резиденція його, як і раніше, знаходилася в Переяславлі.
1302 року, після смерті князя Івана Дмитровича, місто за заповітом відійшло до Московського князівства.
У 1382 і 1408 роках місто було взято та розграбовано ординцями, у 1608 році — польсько-литовськими інтервентами. Сильно постраждав у роки Смутного часу.
1688 року цар Петро I на Плещєєвому озері розпочав будівництво потішної флотилії, що було початком російського військового флоту. У 1692 році будівництво флотилії було завершене та влаштовано урочистий огляд.
З початку XVIII ст. — центр Переславської провінції Московської губернії. З 1775 року — місто повіту Володимирськой губернії. За радянських часів — районний центр.
1884 року в місті був побудований водогін.

## Економіка

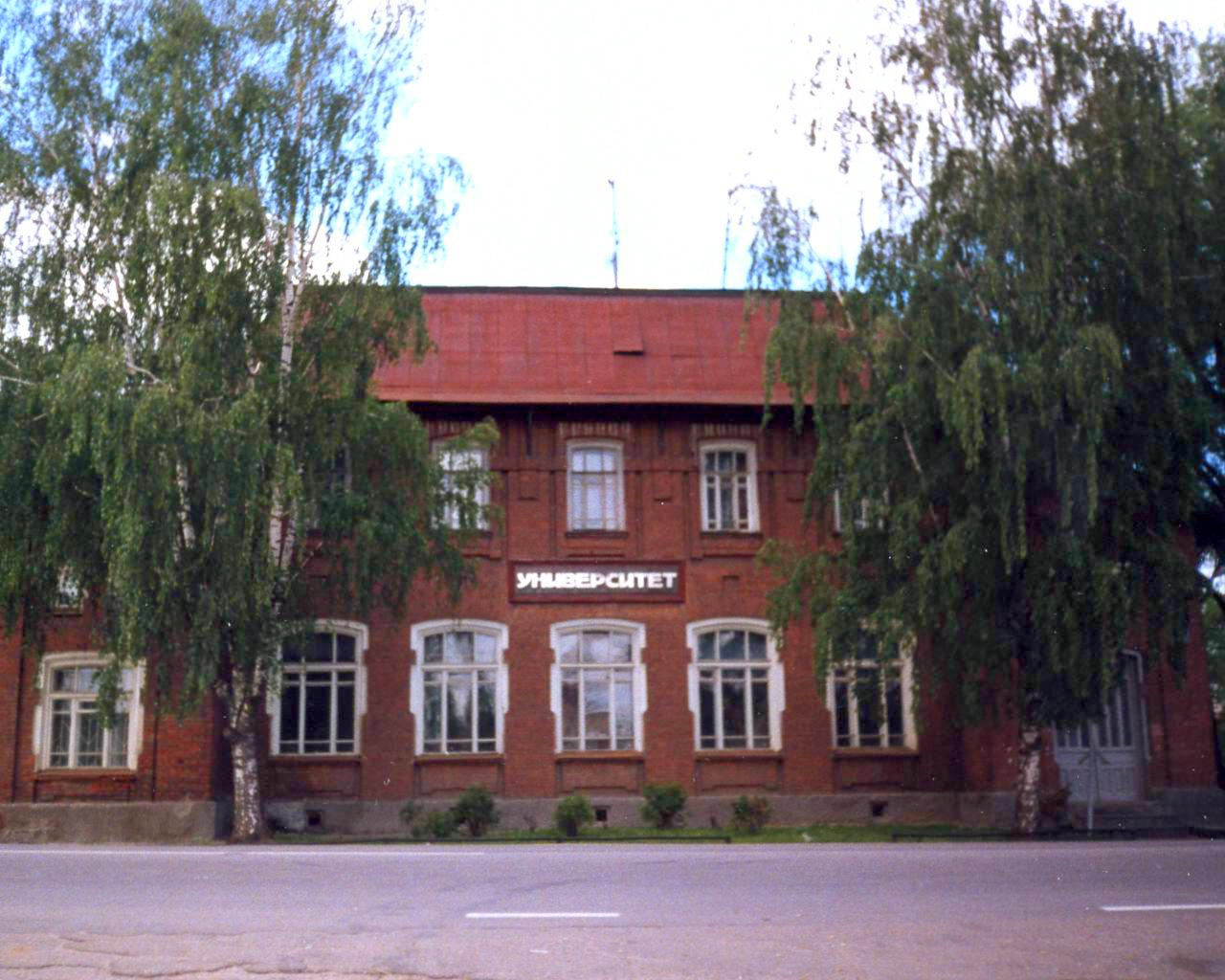
Університет Переславля, перший корпус

У місті — хімічне виробництво «Кодак», також випускається технічний текстиль, машинна вишивка. Місцеве машинобудування, харчова промисловість (хліб, сир), тютюнове виробництво, будівельні блоки по об'ємно-модульній технології.
Під Переславлем-Заліським, у селі Веськово, розташований Інститут програмних систем РАН.
У місті працює «Університет міста Переславля».

## Пам'ятки архітектури

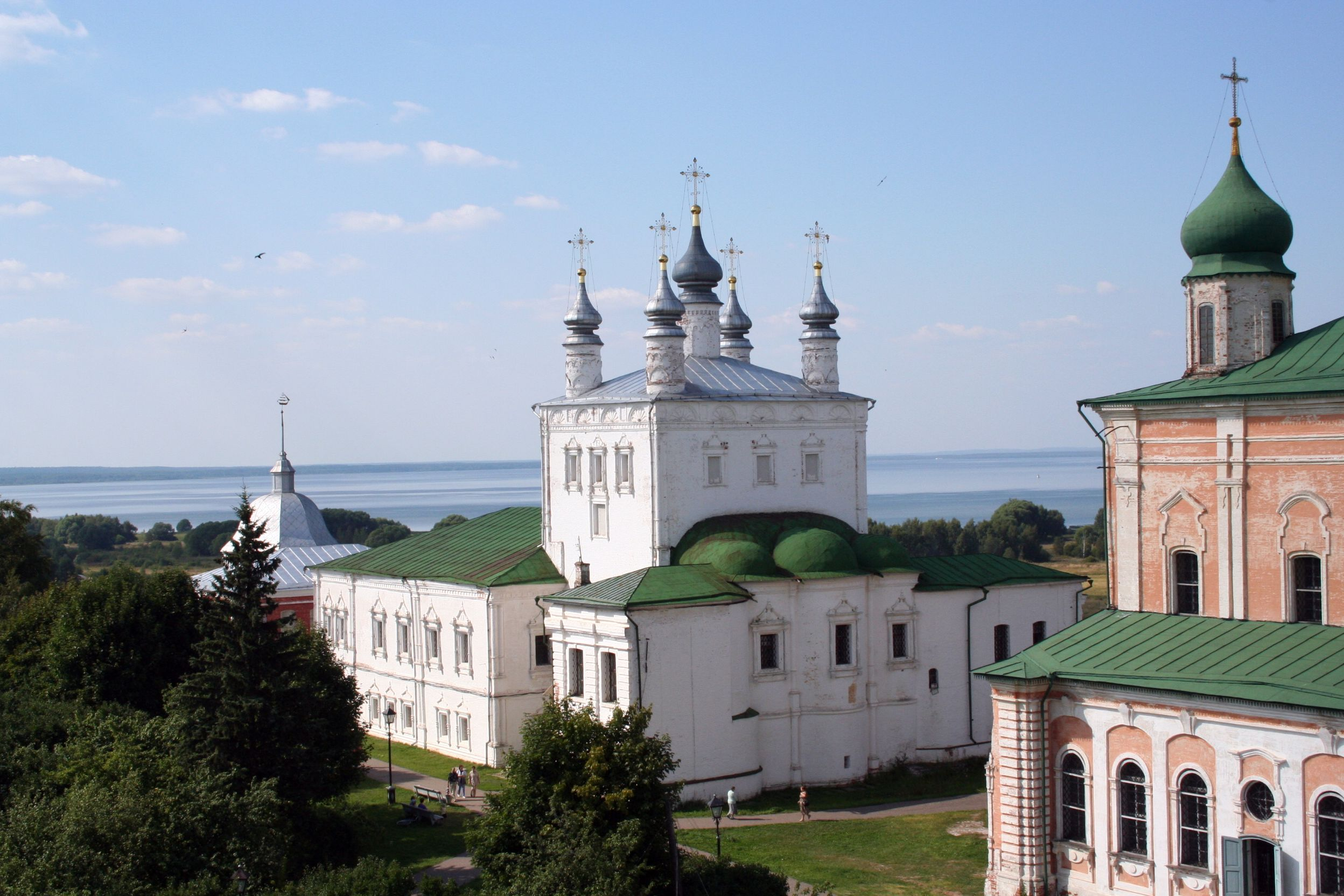
Переславський музей (вигляд з дзвіниці)

Переславль-Залєський багатий пам'ятниками архітектури.
- У центрі Переславля у давнину розташовувалася велика дерев'яна фортеця, від якої зберігся до нашого часу земляний вал. На території цього історичного місця розташовані:
  - Спасо-Преображенський собор, 1152–1157 рр. — найдавніший збережений пам'ятник архітектури Північно-Східної Русі. Білокам'яний чотирьохстовпний триабсидний однобанний храм.
  - Церква Петра Митрополита. 1585 р. Шатровий безстовпний храм із галереями та дзвіницею XIX ст.
  - Спордуди колишнього Богородице-Срітенського монастиря. До нашого часу вціліли барокові Володимирський собор та Олександро-Невська церква (обидві споруди — 1740–1749 рр.).

З межами колишньої фортеці розташовані монастирі і храми:
- Горицький Успенський монастир. Відомий з 1382 р. Нині це музей, ансамбль будівель XVII–XVIII ст. До складу входять:
  - Мурована огорожа. XVII–XIX ст.
  - Святі Ворота із церквою Миколи Чудотворця (1690-ті рр.)
  - Богоявленська церква-дзвіниця. Середина XVIII ст., бароко.
  - Успенський собор. 1750—1760-ті рр. На місці храму XVI ст. Величезний бароковий п'ятибанний храм із двома однобанними приділами. Зберіг іконостас та оздобленні середини XVIII ст.
  - Всісвятська трапезна церква. 1670-ті рр. Висока п'ятибанна церква із двоповерховою трапезною палатою.
- Троїцький Данилов монастир. Закладений у 1508 р. Збереглись:
  - Святі ворота із Тихвинською церквою. Бл. 1700 р.
  - Троїцький собор. 1530–1532 рр. Чотирьохстовпний однобанний храм із гранчастими абсидами. У XVII ст. добудовані приділ Данила та масивна шатрова дзвіниця. У храмі — фрксковий ансамбль 1660 р. (Г.Нікітін та С.Савін).
  - Всіхсвятська церква. 1687 р.
  - Похвалинська трапезна церква. 1653–1659 р. високий однобанний храм із двоповерховою трапезною палатою.
  - Келії. 1687–1696 рр.
- Миколаївський монастир. Заснований у XIV ст. Комплекс XVIII–XXI ст. Більшість його споруд знищена більшовиками у 1930-ті рр. (у тому числі бароковий собор 1680–1721 рр.). Новий собор зведено у новітні часи у стиілізації давньоруського стиля.
- Часовня «Хрест». 1557 р., перекладена у 1889 р. Шатрова палатка на 4-х стовпах.
- Церква 40 Мучеників Севастійських. 1755–1776 рр. Бароко.
- Церква Симеона Стовпника. До 1771 р. Бароко.
- Покровська церква. До 1789 р. Бароко.
- Смоленська церква колишнього Борисоглібського монастиря. 1694–1705 рр. Наришкінський стиль.
- Федорівський монастир. Заснований на початку XIV ст. Великий комплекс споруд XVI–XIX ст. Найціннішими є:
  - Собор Федіра Стратилата. 1557—1560-ті рр. Великий п'ятибанний чотирьохстовпний храм із прибудовами XIX ст.
  - Введенська церква. 1710 р. Бароко.
- Микитський монастир. Найдавніший монастир міста, закладений ще у XII ст. До нашого часу непогано зберігся цей монастир-фортеця із пам'ятками XVI–XIX ст.
  - Фортечні стіни та вежі. 1560-ті рр., 1643 р. У XIX ст. над однією із ділянок споруджена класицистична дзвіниця.
  - Микитський собор. 1560–1564 рр. У 1984 р. відновлена центральна баня. Великий чотирьохстовпний п'ятибанний храм із прибудовами XVII ст. Прибудований у свій час до маленької однобанної церкви Микити 1520-х рр., яка тепер є його приділом.
  - Благовіщенська трапезна церква. 1660-ті рр.,на місці храму XVI ст. П'ятибанний безстовпний храм із двоповерховою трапезною палатою та масивною шатровою дзвіницею 1668 р.
  - Дві барокові каплиці 1702 р.
  - Келії. XVII–XVIII ст.

Також у деяких селах Переславльського району збереглись цінні пам'ятки архітектури.
- У селі Єлизарово — шатрова церква Микити Мученика — найдавніша церква району. 1556 р.
- У селі Велика Брембола — мурований храм Іллі Пророка (1706 р., наришкінський стиль)
- У селі Сольба — споруди Миколо-Сольбинського монастиря. XVIII–XXI ст.
- У селі Троїцьке — барокова церква Трійці. 1764 р.

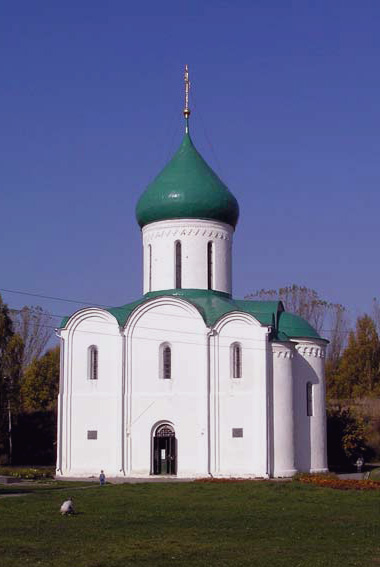
Спасо-Преображенський собор. 1152 - 1157 рр.
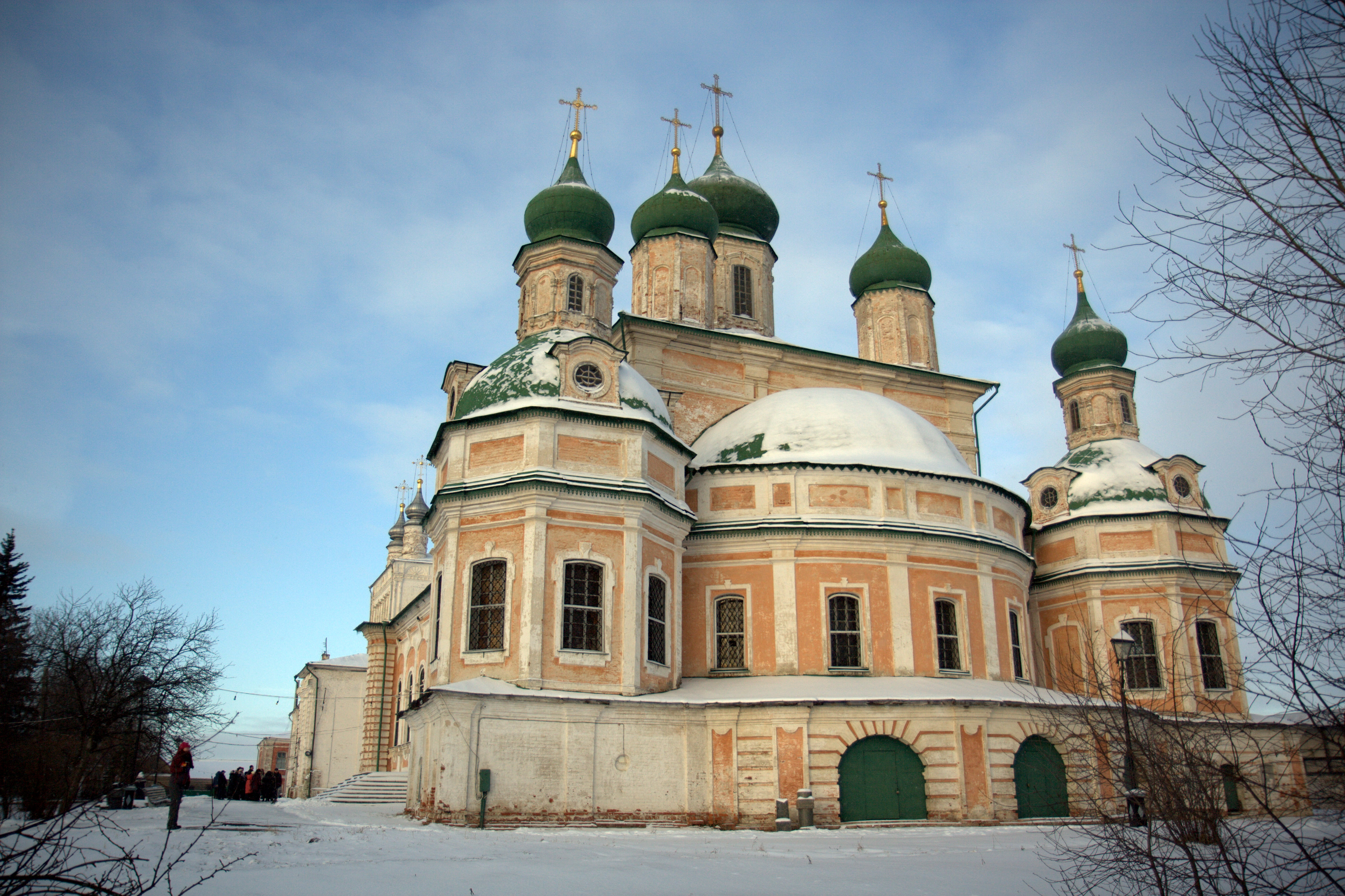
Успенський собор Горицького монастиря, 1750 - 1760 рр.
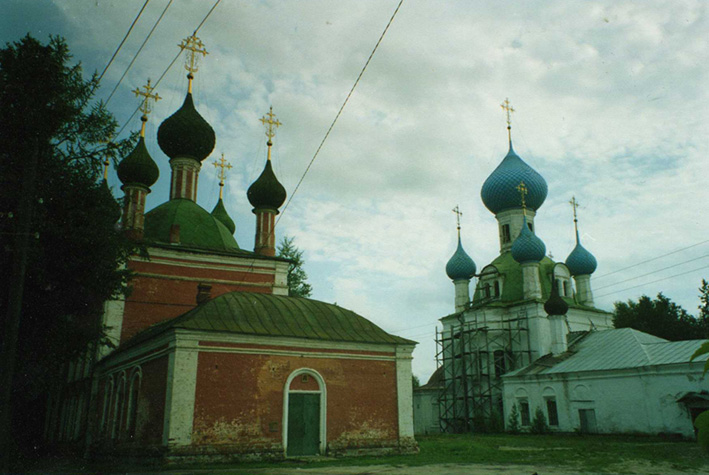
Храми колишнього Срітенського монастиря, 1740 - 1749 рр.
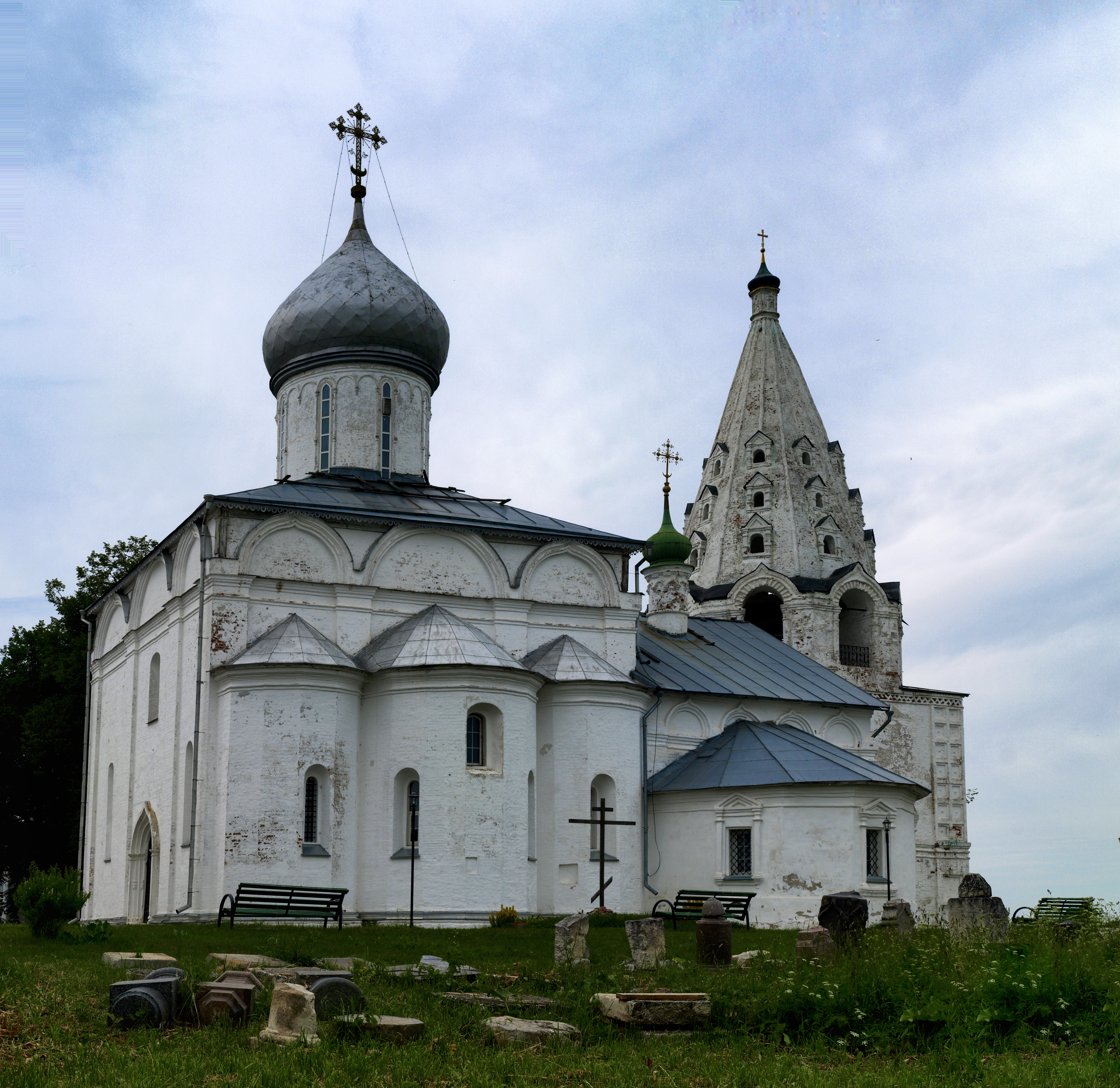
Собор Троїце-Данилова монастиря. XVI - XVII ст.
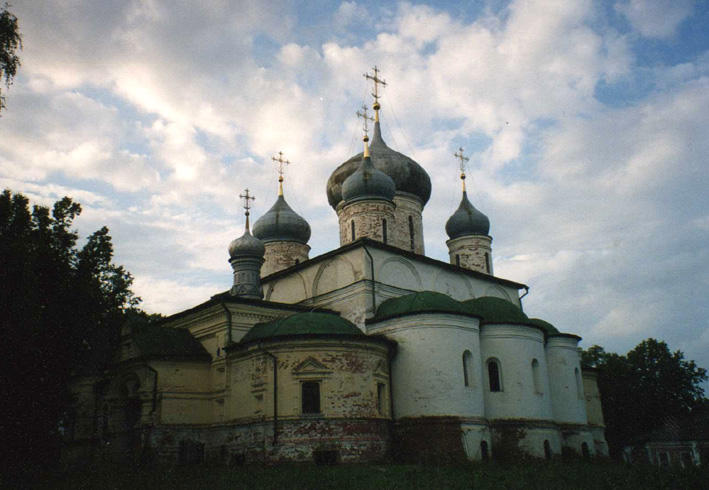
Собор Федорівського монастиря. XVI - XIX ст.
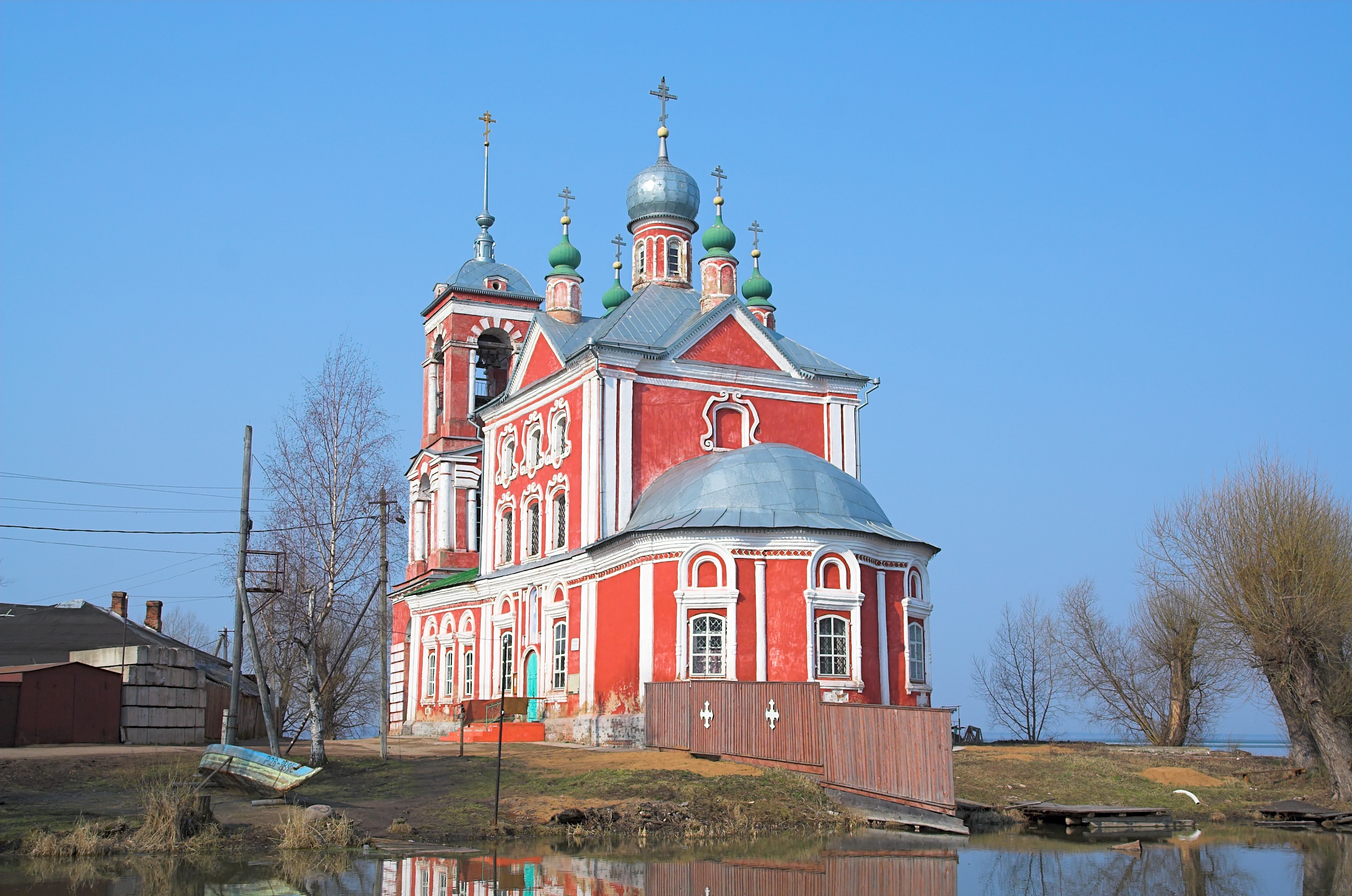
Церква 40 Мучеників, XVIII ст.
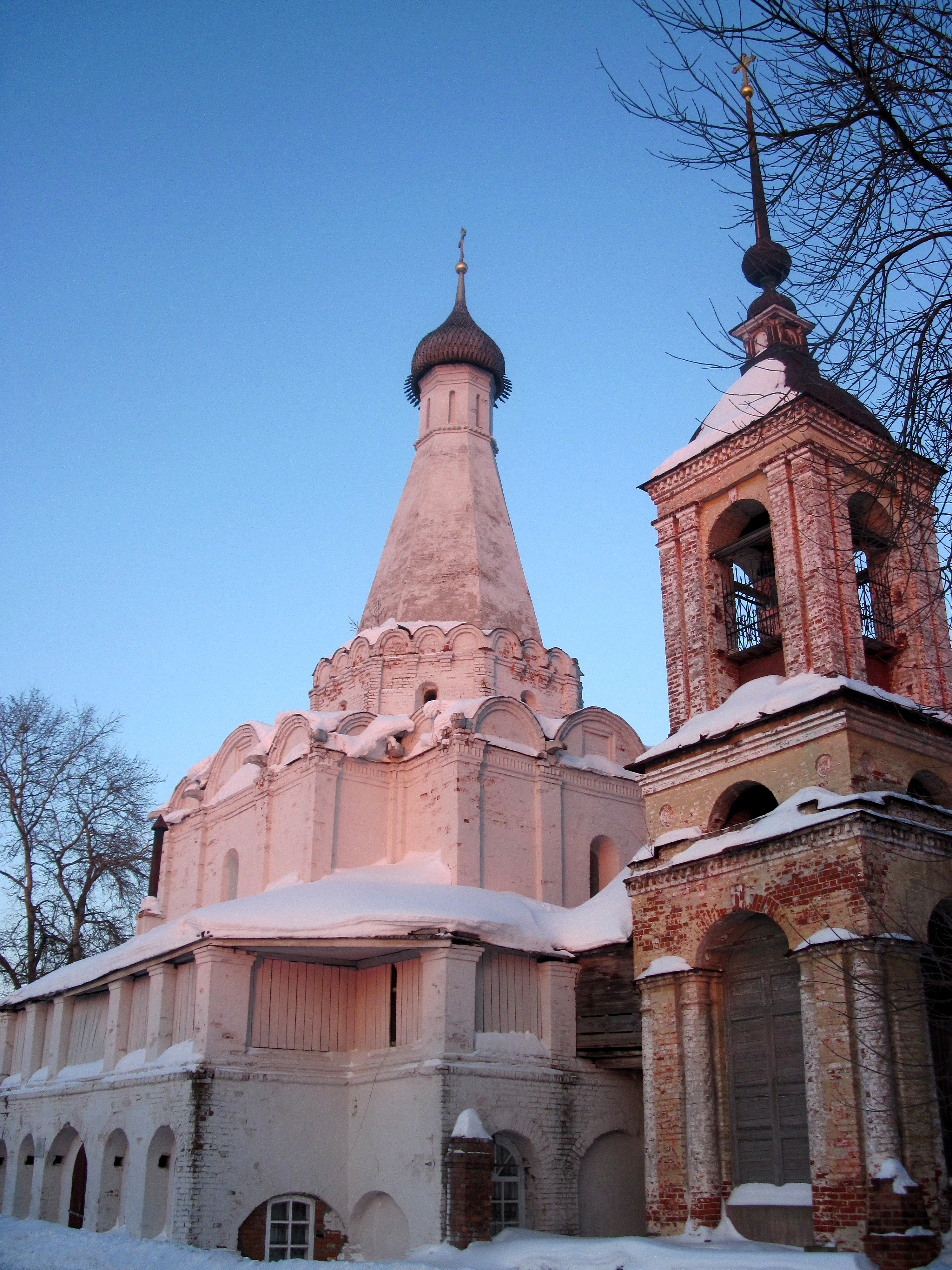
Церква Петра Митрополита, 1585 р.
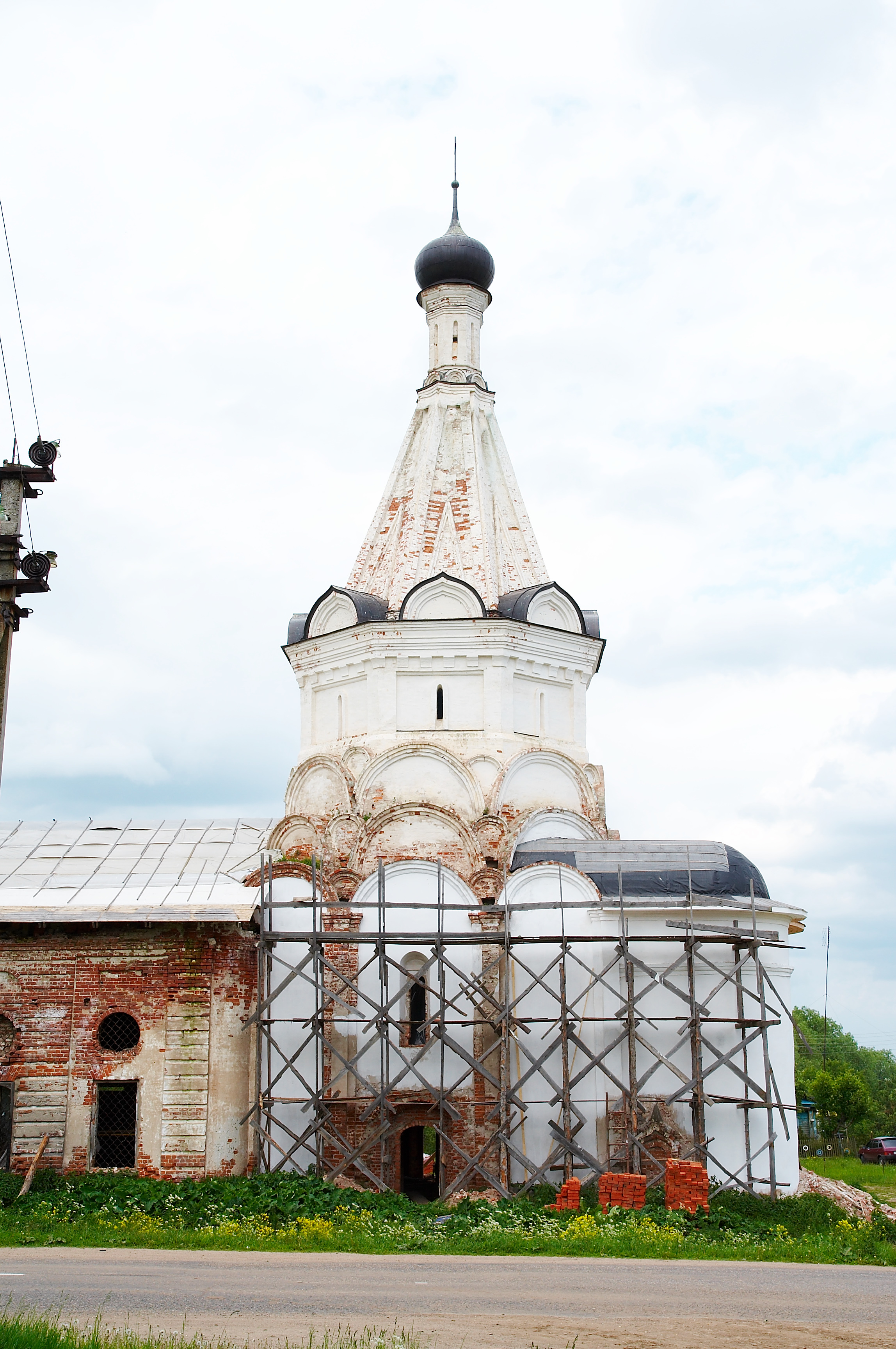
Микитинська церква у Єлизарово. 1556 р.

За 2 км на північний захід від міста розташований археологічний пам'ятник «Клещинський комплекс», центром комплексу є древнє місто Клещин, від якого збереглися вали XII століття. Зберігся об'єкт поклоніння язичників — Синій камінь величезний валун темно-синього кольору вагою 4 тонни.
Революційні пам'ятники: будинок сестер Рязанцевих, будинок Житнікова, будинок райкому ВЛКСМ (раніше будинок купців Варенцових).
Місто входить у Золоте кільце Росії. Є досить багато готелів («Західна», «Переславль», «Лісова казка», «Комфорт» тощо).
У місті — державний історико-архітектурний та художній музей-заповідник (на території колишнього Успенського монастиря Горіцького). Музей «Бот Петра I» (з 1803, один з перших провінційних музеїв Росії). Приватні музеї: Музей прасок, чайників, масок.
За декілька кілометрів від Переславля-Залєського, у селищі Талиці розташований Переславський залізничний музей. У ньому представлені унікальні зразки вузькоколійка залізничної техніки. Багато експонатів відновлено до робочого стану, періодично використовуються для зйомок у кіно.

## Релігія
У місті 6 монастирів, 4 з яких діють — Федоровський жіночий монастир, Никольський жіночий монастир, Троїцький Данилів чоловічий монастир, Микитський чоловічий монастир, багато церков.
У XVIII—XIX століттях був центром Переславської єпархії. Пізніше в місті працювало Переславське духовне училище. З його доглядачів (по суті, директорів) гідний згадки Свірелін Олександр Івановіч.

## Видатні мешканці міста
- Єфросиненко Андрій Васильович (1973—2023) — полковник Збройних сил України, учасник російсько-української війни, Герой України (посмертно).
- Олександр Невський — російський полководець і політичний діяч;
- Смірнов Михайло Іванович — директор музею (у 1919—1930 рр.), його засновник;
- Іванов Костянтин Іванович — директор музею (у 1930—1970 рр.);
- Кошкін Михайло Ілліч — творець танка «Т-34»;
- Кардовський Дмитро Миколайович — талановитий художник і педагог;
- Пришвін Михайло Михайлович — видатний письменник, жив у Переславському районі три роки;
- Тихонравов Михайло Клавдійович — конструктор космічної і ракетної техніки. Творець першої радянської ракети;
- Фарфоровський Сергій Васильович — російський та радянський вчений, історик, етнограф, викладач історії, методист, автор так званого лабораторного методу.